# Liberal-konservative Partei
Liberal-konservative Partei (engl. Liberal-Conservative Party, frz. Parti libéral-conservateur) war der formelle Name der ersten Konservativen Partei Kanadas bis 1873. In den Jahren danach kandidierten zahlreiche Konservative unter dieser Bezeichnung. Bis 1911 traten bei Unterhauswahlen sowohl „konservative“ als auch „liberal-konservative“ Kandidaten an. Dabei handelte es sich aber lediglich um zwei verschiedene Bezeichnungen für dieselbe Partei. Kandidaten dieser Gruppierungen kandidierten in der Regel nicht gegeneinander, sondern in unterschiedlichen Wahlkreisen. Es war auch durchaus üblich, dass ein Kandidat sich bei einer Wahl als Konservativer aufstellen ließ, bei der nächsten aber als Liberal-Konservativer.
Die Wurzeln dieser Bezeichnung geht auf die Grand Coalition („große Koalition“) von 1864 in der Provinz Kanada zurück, als sich Konservative und Reformer vereinigten, um die Gründung der Kanadischen Konföderation, die drei Jahre später erfolgte, voranzutreiben. Somit waren die Liberal-Konservativen in der Regel Liberale, die sich vor oder kurz nach der Gründung des kanadischen Staates der konservativen Fraktion des ersten Premierministers John Macdonald anschlossen. Sam Hughes, der 1916 aus dem Kabinett entlassen wurde, war offiziell der letzte Liberal-Konservative.

## Prominente Liberal-Konservative
- John Macdonald (Kanadas erster Premierminister)
- George-Étienne Cartier (Premierminister der früheren Provinz Kanada)
- Joseph Howe (Premierminister und Vizegouverneur der Provinz Nova Scotia)
- Samuel Leonard Tilley (Premierminister und Vizegouverneur der Provinz New Brunswick)
- John Abbott (Premierminister Kanadas)
- John Thompson (Premierminister Kanadas)
- Hugh John Macdonald (Premierminister der Provinz Manitoba)